# Wapen van Lingewaard

Het wapen van Lingewaard is het wapen van de gemeente Lingewaard, bestaande uit een gaffelsgewijs gedeeld schild met daarop de gecombineerde wapens van de voormalige gemeenten Bemmel, Huissen en Gendt staan. De beschrijving luidt:
"Gaffelsgewijs gedeeld: boven in zilver drie schaaktorens van sabel; rechts in keel een omgewende zwaan van zilver; links in azuur een burcht van goud, bestaande uit een gekanteeld poortgebouw, dat uit de schildvoet en de zijkanten komt, een puntgevel, waarachter een gekanteelde toren oprijst en twee met puntdaken gedekte zijtorens. Het schild gedekt door een gouden kroon van drie bladeren en twee parels."

## Geschiedenis
De gemeente Lingewaard is per 1 januari 2001 ontstaan door samenvoeging van de voormalige gemeenten Bemmel, Gendt en Huissen. Daarom moest een nieuw wapen worden ontworpen, waarbij de gemeentewapens van de voormalige gemeenten werden samengevoegd tot een nieuw wapen. De schaakstukken, ook wel bemmels genoemd, werden voor het eerst gebruikt op een zegel van Alard van Bemmel uit 1551, de omgewende Lohengrinzwaan op het rode veld komt uit Kleef waaronder Huissen destijds viel, het kasteel van Gendt kwam als zegel al in 1343 voor. De zwaan kwam ook op munten voor. Tot 1 januari 2003 werd de werknaam Bemmel gebruikt. Het wapen werd op 23 augustus 2003 toegekend.

## Onderdelen van het wapen

Het wapen van Bemmel
Het wapen van Huissen
Het wapen van Gendt